# البيضاء (بني سعد)

تعديل مصدري - تعديل

البيضاء هي إحدى قرى عزلة بني شديد بمديرية بني سعد التابعة لمحافظة المحويت، بلغ تعداد سكانها 530 نسمة حسب تعداد اليمن لعام 2004.